# 清岡哲朗
清岡 哲朗（きよおか てつろう、1970年7月30日 - ）は、日本とカナダの実業家、SpecTip（スペックチップ)創業者・CEO、元FIFA国際サッカー連盟公式選手代理人、元日本プロサッカー選手会最高執行責任者。カナダ永住権保持者であり、日系文化人として初めてカナダ勲章を授与された芸術家のロイ・キヨオカは親戚にあたる。神奈川県出身で、先祖は土佐国の士族。

## SpecTip（スペックチップ)
2016年カナダ・バンクーバーで、SpecTip（スペックチップ）社を設立する。SpecTipはチップとリワード特典（おまけ）を組みわせたビジネスモデルであり、インターネットサービスの主流である、広告ビジネスモデルと相反する非広告のビジネスモデルである。清岡は「私はシンプルにインターネット広告と金額が記載された値札が好きでないし、信じることが出来ない。サービスを利用する人々から感謝の気持ちが生まれ、それにより自然にチップ（心付け）を支払うインターネットサービスが必要だと考えていた。SpecTipは人々の清廉性とテクノロジーとの線が重なった場所で、生まれた」と、語っている。

## チップ・リワード特許
特許公開資料によると、2018年WIPO世界知的所有権機関へ動画共有サービスに関連する特許を特許協力条約（PCT）による国際特許出願をおこない、2019年、2020年、2021年にアメリカ合衆国特許商標庁、日本特許庁にて複数の特許を取得している。このビジネスモデル特許はチップ・リワード特許と言われ、ユーザーが動画サイトのサービス使用料(チップ)を支払うことにより、リワード特典(おまけ）を受け取る仕組みである。これによりユーザーのチップ支払い動機が高まり、継続的にチップを支払うことを後押しする仕組みである。特許公開資料によると「リワードとは金銭では買えないもの」と、定義している。

## サッカー選手代理人
2006年サッカー選手の国際移籍を専門に手掛けるスポーツエージェントFIFA国際サッカー連盟公式選手代理人になる。同時に日本サッカー協会、イングランドサッカー協会、オランダサッカー協会に公式代理人登録をおこなう。本田圭佑、吉田麻也などの代理人として彼らをヨーロッパの舞台へ導いた。

## 日本プロサッカー選手会
2009年Ｊリーグ選手協会、現：日本プロサッカー選手会会長、藤田俊哉から最高執行責任者に指名され就任する。同年には日本プロサッカーリーグ移籍金制度を撤廃する。当時Jリーグクラブ所属の選手達は新規クラブとの契約金もなく、契約を満了し新たなクラブへ移籍する場合でも多額の移籍金が発生し、それが弊害となり多くの選手が引退に追い込まれていた。また2010年10月にはJリーグ選手協会を日本プロサッカー選手会に名称・組織変更をおこない、新たに「Jリーグ経験者で、海外クラブでプレーする日本国籍選手」も加入対象とした。加えて日本代表委員会を設置し、日本代表選手の肖像権・待遇面・日本代表関連収益を財源とした退職金制度設立を日本サッカー協会と議論していくと発表した。

## サッカー選手労働組合設立
2010年12月サッカー日本代表全選手の代理人にとして、日本サッカー協会と代表選手の試合出場報酬、肖像権料の分配、日本代表関連収益を財源としたプロサッカー選手退職金制度設立交渉をおこなっていたが交渉が暗礁に乗り上げ、サッカー日本代表親善試合のボイコットを示唆した。特に日本サッカー協会は日本代表戦の勝敗に関係なく、スポンサー料・放映権料・チケット収入等があるにもかかわらず、日本代表選手は試合に敗れた場合、試合報酬は０円であり、日当２万円のみの支給であった。また日本代表チームのキャプテンを務めていた中澤佑二なども、待遇が改善されなければボイコットも辞さない考えを示した。実際にはボイコットは実施されなかったが、この出来事により日本サッカー協会と合法的な交渉をおこなうため日本プロサッカー選手会は労働組合化に向けた動きが加速し、2011年には労働組合日本プロサッカー選手会を設立した。

## インターネット関連ビジネス
2005年5月NTTコミュニケーションズと共同で、携帯サイト(iモード、EZweb) 日本！ワールドサッカーをプロデュースし、翌年2006年には月間ユーザー数100万人を超える日本最大の携帯サッカーサイトになった。

## 関連人物
- 藤田俊哉
- 本田圭佑
- 吉田麻也